# Conrad Tolendal Lally
Conrad Tolendal Lally, kanadski letalski častnik, vojaški pilot in letalski as, * 3. april 1882, Toronto, Ontario, † 5. avgust 1941.
Nadporočnik Lally je v svoji vojaški službi dosegel 5 zračnih zmag.

## Odlikovanja
- Military Cross (MC) s ploščico
- Air Force Cross (AFC)